# Maria Callas
Maria Callas (en grec: Μαρία Κάλλας) (Nova York, 2 de desembre de 1923 - París, 16 de setembre de 1977) fou una soprano grecoestatunidenca i és considerada la cantant més famosa d'òpera del període de postguerra. A vegades és esmentada com La Divina o Diva assolutta.
Callas combinava una impecable tècnica de bel canto amb un gran talent dramàtic, la qual cosa la va convertir en l'actriu cantant més famosa d'aquella època. Era extraordinàriament versàtil, car el seu repertori s'estenia des de l'opera seria clàssica, —com ara La Vestale de Gaspare Spontini i Médée de Luigi Cherubini—, fins a les òperes de Giuseppe Verdi o de Giacomo Puccini. És gràcies als seus estudis de coloratura que era capaç de cantar papers tan diferents. Sembla que la seva versatilitat li va comportar moltes crítiques.

## Biografia

### Naixença i primeres passes
Era filla d'Evangelia Dimitriadis i George Kalogerópoulos, una parella que havia arribat a Amèrica l'agost de 1923. El 1929 George Kalogerópoulos obrí una apotecaria al barri grec de Manhattan i canvià el nom de la família per Callas. D'acord amb la fe de naixement, Maria Callas tenia de naixement el nom Sophia Cecilia Kalos al New York Medical Hospital de Manhattan el 2 de desembre de 1923. Fou batejada com a María Ánna Sofía Kekilía Kaloieropúlu —el femení de Kaloieropúlos— (en grec: Μαρία Άννα Σοφία Καικιλία Καλογεροπούλου), encara que hi ha autors que diuen que el seu vertader nom és Cecilia Sophia Anna Maria Kalogeropoulou, i en la Wikipedia francesa podem llegir: "Ánna María Kekilía Sofía Kalogeropoúlou (en grec modern: Άννα Μαρία Καικιλία Σοφία Καλογεροπούλου)". Filla de pares grecs: George Kalogerópoulos i Evangelina "Litsa" (a vegades "Litza") Dimitriadou. El pare de Callas escurça el llinatge Kalogerópoulos, primer com a "Kalos" i després com a "Callas", la qual cosa el feia més manejable. Quan la seva mare, separada de son pare, va tornar a Grècia el 1937, es va canviar el nom altra volta per Kalogerópoulos. Maria Callas es va traslladar amb la seva mare i va començar la seva formació al Conservatori Nacional d'Atenes. Per poder accedir-hi va fingir l'edat, ja que havia de tenir més de 16 anys per a fer-ho. Estudià amb la soprano Maria Trivella, i després s'instruí en coloratura amb Elvira de Hidalgo.

### Educació

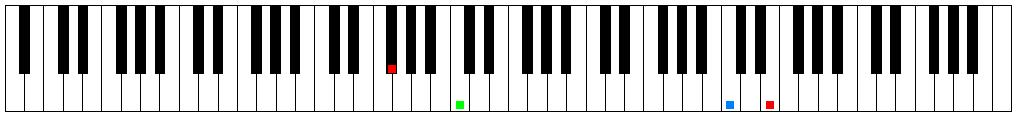
El quadret verd és la C mitja (C4, Do central) i el quadret blau és la C alta (C6, un Do, dues octaves més alt que l'anterior): aquesta és la tessitura típica d'una soprano. Els quadrets vermells mostren la tessitura de Maria Callas, que anava de F#3 (Fa sostingut) per davall del Do central fins a E-natural (E6, el Mi natural sobreagut) per damunt el C (Do) alt

Callas rebé educació musical a Atenes. Al principi, la seva mare provà d'inscriure-la en el prestigiós Conservatori d'Atenes, sense èxit. A l'audició, la seva veu, encara poc entrenada, no va causar bona impressió, i el director del conservatori Filoktitis Oikonomidis refusà d'acceptar-la, argumentant que no satisfeia els prerequisits teòrics (solfeig). A l'estiu de 1937, sa mare va fer una visita a Maria Trivella en el Conservatori Nacional de Grècia, i li demanà que prengués Maria com a estudiant a canvi uns modests honoraris. L'any 1957, Trivella recordava la seva impressió de "Maria, una nina realment plena, que usava unes grans ulleres per la seva miopia":
"El to de la seva veu era càlid, líric, intens; s'arremolinava i brillava com una flama i omplia l'aire amb melòdiques reverberacions com un carilló. Era per qualsevol estàndard un fenomen sorprenent o, més ben dit, era un gran talent que necessitava control, entrenament tècnic i disciplina estricta amb la finalitat de resplendir amb tot el seu esclat".
Trivella acceptà ser la mentora de Callas completament, renunciant als seus honoraris per l'ensenyament. Tan aviat com Callas començà les seves lliçons convencionals i els seus exercicis vocals, Trivella trobà que Maria no era una contralt, com s'havia dit, sinó una soprano dramàtica. Subseqüentment, començaren a treballar per augmentar la tessitura de la veu de Maria i il·luminar-ne el timbre. Trivella recordava Maria com a "una estudiant model. Fanàtica, intransigent, dedicada als seus estudis en cos i ànima. Els seus progressos eren fenomenals. Estudiava cinc o sis hores cada dia... En sis mesos, havia cantat les àries més dificultoses del repertori d'òpera internacional amb suprema musicalitat".
L'onze d'abril de 1938, en el seu debut, Callas acabà el recital de la classe de Trivella al teatre musical Parnassos amb un duet de Tosca. Callas recordava que Trivella "tenia un mètode francès, que feia posar la veu en el nas, bastant nasal... i jo tenia el problema de no tenir les notes baixes corresponents a la voce di petto, que és essencial en el bel canto... I així és com vaig aprendre els meus tons de pit." De tota manera, quan fou entrevistada per Pierre Desgraupes en el programa francès L'Invitee du Dimanche, Callas no atribuí el desenvolupament de la seva veu de pit a Trivella, sinó a la seva següent professora, la ben coneguda espanyola soprano de coloratura Elvira de Hidalgo.
Callas estudià amb Trivella durant dos anys abans que sa mare li aconseguís una nova audició al Conservatori d'Atenes amb Hidalgo. Callas fou escoltada en "Ocean, Thou Mighty Monster." De Hidalgo recordava haver escoltat "tempestuoses, extravagants cascades de so, encara incontrolades però plenes de dramatisme i emoció". Acceptà prendre-la com a alumna immediatament. Però la mare de Callas demanà a Hidalgo que esperàs un any, que Callas es graduàs pel Conservatori Nacional i pogués comença a treballar. El 2 d'abril de 1939, Callas s'encarregà del paper de Santuzza en una producció d'estudiants de la Cavalleria Rusticana de Mascagni al Teatre Olympia, i al final del mateix any es va matricular al Conservatori d'Atenes a la classe d'Elvira de Hidalgo.
De Hidalgo recordaria més tard Callas com "un fenomen... Ella volia escoltar tots els meus estudiants, sopranos, tenors... Ella ho podia fer tot." La mateixa Callas deia que ella hagués volgut anar "al conservatori a les deu del matí i anar-se'n amb el darrer alumne... devorant música" durant deu hores al dia. Quan la seva professora li preguntà per què feia això, ella contestà que podia ser que "el menys talentós dels alumnes pogués ensenyar-te alguna cosa que tu, el major talent, potser no eres capaç de fer."

### La primera carrera operística a Grècia
Després de moltes aparicions com a estudiant, Callas començà a fer papers secundaris a l'Òpera Nacional Grega. De Hidalgo fou l'instrument que cercà papers per a ella: permeté a Callas rebre un petit salari, que l'ajudaria a ella i a la seva família a superar les dificultats dels anys de la guerra.
Callas va fer el debut professional el febrer de 1942 en un petit paper de Beatrice a l'opereta Boccaccio de Franz von Suppé. El primer èxit, el tingué el 1942 amb l'òpera Tosca a l'Òpera d'Atenes. Prest va cantar Fidelio, Tiefland, i Cavalleria Rusticana, també a Atenes. El 1944, quan les forces ocupants perden el control de Grècia i la flota britànica arriba a El Pireu, Maria Kalogerópoulos decideix tornar als Estats Units per trobar el seu pare.
Els seus èxits no van ser gaire grans fins que la va voler sentir Edward Johnson, el director general del Metropolitan Opera, que li va oferir immediatament els principals papers en dues produccions de les temporades de 1946-1947: Fidelio de Ludwig van Beethoven, i Madama Butterfly de Giacomo Puccini. Per a sorpresa de Johnson, Maria rebutjà els papers. No volia cantar Fidelio en anglès, i trobava que no era apropiada per al paper de Butterfly.
El 1946 troba feina, però continua la pràctica vocal vigorosa per perfeccionar la seva tècnica. Troba un agent: Eddie Bagarozy. Accepta cantar en l'òpera Turandot a Chicago el gener de 1947 amb un repartiment de cantants europeus cèlebres en una companyia que seria fundada per Bagarozy i Ottavio Scotto, un empresari italià.

### Consolidació i plenitud
Després de cantar en La Gioconda, d'Amilcare Ponchielli, a Verona, viatja a Venècia per actuar com a Brünnhilde en Die Walküre, amb el director Tullio Serafin, les temporades de 1948-1949. A Venècia havia de ser representada l'òpera I Puritani, de Vincenzo Bellini (l'anomenat "el Chopin de l'òpera") amb Margherita Carosio en el paper d'Elvira. Un vespre Maria s'havia cansat de fer de Brünnhilde i començà a llegir la música d'Elvira. Quan l'esposa de Serafin l'escoltà ho digué al seu marit i demanà a Maria que ho cantés. A més Carosio estava malalta i calia fer una substitució. El matí següent Maria cantà per al director musical de la Casa de l'Òpera, el qual va decidir que Maria seria la millor elecció com a Elvira. Se li va donar una setmana per aprendre l'òpera sencera, una setmana que comprenia tres representacions de Die Walküre. Després de la primera representació d'I Puritani, el 19 de gener de 1949 esdevingué la veu d'Itàlia. Tres mesos després es casà amb Giovanni Battista Meneghini, un home 30 anys més gran que ella, el 21 d'abril de 1949, a Verona.
Després de la seva Elvira a Venècia, Maria esdevingué una celebritat a Itàlia, però encara no se li havia ofert un paper a La Scala de Milà. Finalment se li va oferir un paper en l'Aïda de Giuseppe Verdi després que Renata Tebaldi no hi pogués cantar. Maria i Meneghini esperaven un gran èxit, però quan començaren les representacions d'Aïda el 12 d'abril de 1950 va tenir una acolliment cortès. No va ser fins al 7 de desembre de 1950 quan La Scala es va rendir a Maria Callas. Havia obert la temporada del 1950-1951 amb I vespri siciliani, de Giuseppe Verdi, i va ser rebuda amb un aplaudiment clamorós.
El juliol de 1952 va signar un contracte de gravació exclusiva amb Walter Legge, alt càrrec d'EMI. Pocs dies després Legge i la seva dona, la soprano alemanya Elisabeth Schwarzkopf, van anar a veure Maria en La Traviata a l'Arena de Verona. Seguint la representació Schwarzkopf oferí a Callas un dels tributs més commovedors: Elisabeth no cantaria mai més La Traviata. Quan se li va demanar una explicació Schwarzkopf va respondre: "Quin sentit tindria fer-ho si un altre artista contemporani ho pot fer perfecte?"
El 17 de novembre de 1955 va ser el dia en què Maria va adquirir la reputació de ser una tigressa. Acabava de representar Madama Butterfy en el Lyric Opera de Chicago i entre bastidors estava celebrant-ne el triomf. L'audiència continuava aplaudint, s'hi apropa l'oficial de justícia Stanley Pringle, que li presentà un requeriment al jutjat, per haver estat demandada pel seu anterior representant: Eddie Bagarozy, per mor d'un contracte de 1947, que anomenarà Bagarozy com a únic representant. Encara que no havien tingut contacte durant molts d'anys, Bagarozy reclamava que ell tenia un percentatge dels honoraris de Callas i que amb les despeses fetes pel seu compte sumaven 300.000 dòlars. El cas va ser dirimit al jutjat el 7 de novembre de 1957 segons uns termes que no es van fer públics.
Finalment va fer el seu debut al Metropolitan Opera el 29 d'octubre de 1956 com a Norma a l'òpera del mateix nom de Vincenzo Bellini. Malauradament per a Maria la revista Time va fer una entrevista a la seva mare, la dona a la qual havia culpat de robar-li la infantesa. Callas va veure sa mare per darrera vegada a Mèxic el 1950, i va prometre no tornar-la a veure o parlar-li mai més, la qual cosa va mantenir fins a la seva mort. L'article del Time presentava Callas com una filla desagraïda i el públic va rebre el seu debut fredament. De fet, la soprano Zinka Milanov va rebre més aplaudiments que Maria Callas. Però cap a l'acte final el públic de Nova York es va rendir i Callas va fer 16 sortides davant el teló.

### Decadència i final

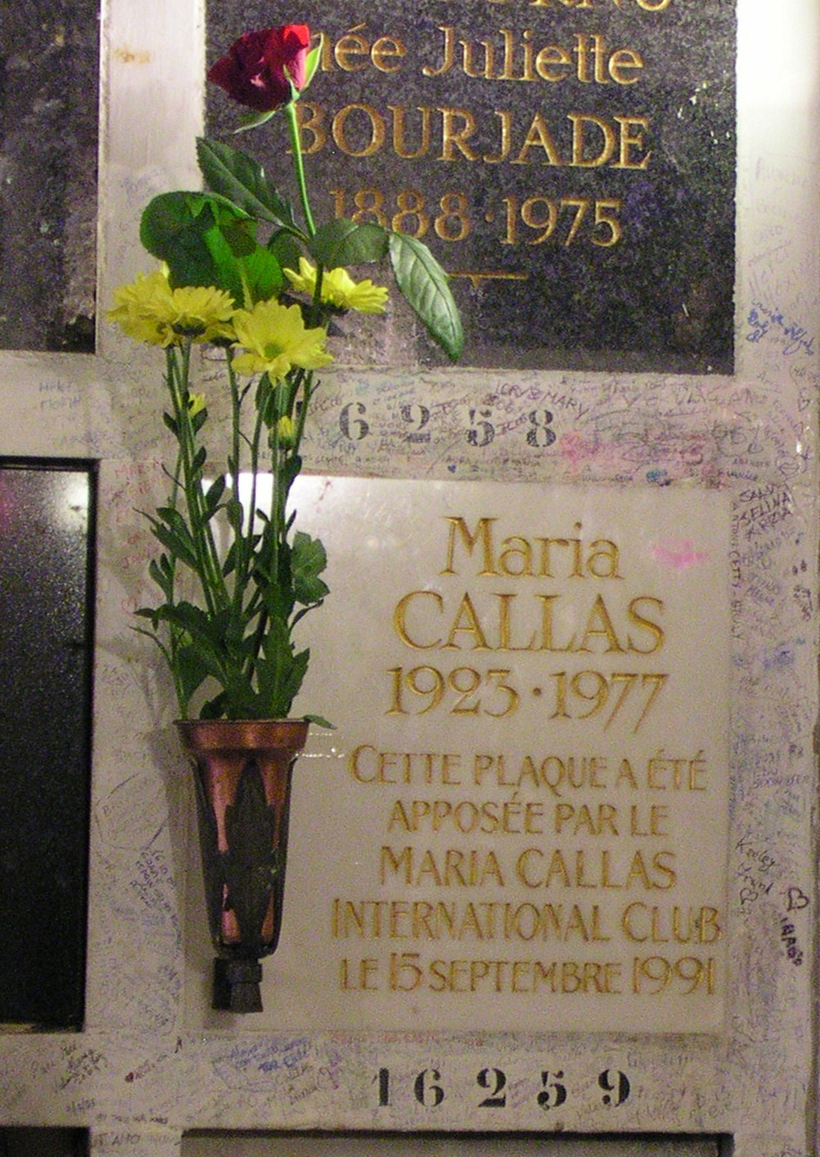
Làpida posada pel Club Internacional de Maria Callas, encara que les seves cendres, sembla ser, descansen a la mar Egea, tot i que en això no hi ha una seguretat completa, car Philippe Kohly digué en el documental Callas Assoluta que les cendres desaparegueren durant un parell de dies després de la cremació, fet que ha estat confirmat per Nieves Concostrina

El pròxim cop que Maria havia de sortir als titulars seria per una representació de Norma a la Casa de l'Òpera de Roma el 2 de gener de 1958. La representació era en honor del president d'Itàlia, Giovanni Gronchi i la seva esposa. Malauradament Maria havia estat vista per any nou bevent xampany fins molt tard a la sala de festes de moda de Roma: Circolo degli Sacchi. Quan Maria despertà, menys de trenta-sis hores abans d'aixecar el teló, havia perdut la veu. Es va informar a la Casa de l'Òpera que se l'havia de substituir. No hi havia cap actriu substituta i allò semblava pitjor que un desastre. Maria, contra les ordres dels metges, va anar a l'escenari però tenia clar que des de la primera nota la seva veu estava en ruïnes. Al final del primer acte, la meitat de l'audiència l'escridassava amb burles, mentre l'altra meitat s'asseien en silenci. Maria va sortir ràpidament per una porta del darrere, i anuncià que havia fet això perquè la representació simplement no anava bé. El públic estava furiós, però Maria va ser dispensada quan va rebre una telefonada de la senyora Gronchi assegurant-li que ni ella ni el seu marit havien estat ofesos.
El 5 de maig de 1959 va fer la seva única actuació al Gran Teatre del Liceu de Barcelona. Va ser en un concert que havia aixecat una gran expectació, en què va interpretar diversos fragments musicals, es guanyà finalment el públic, que en alguns moments del recital s'havia manifestat força crític, amb unes pàgines d'Il pirata de Bellini.
El 3 de novembre del mateix any 1959 va deixar el seu marit Giovanni Meneghini per iniciar una relació sentimental amb el multimilionari magnat grec Aristòtil Onassis, que la premsa de l'època va difondre amb exhaustivitat. La soprano va retirar-se durant un breu temps mentre durava la seva relació amb Onassis, i en tornar a l'escena a ningú se li escapà que la seva veu havia perdut força i evidenciava els primers signes de decadència.
Per aquell temps Maria representava Medea a La Scala l'11 de desembre de 1961. No tenia bona veu i, durant el primer acte en el duet amb Jàson (interpretat per Jon Vickers), l'audiència començà a xiular. Maria ignorà el batibull fins que arribà al punt en el text on el seu personatge, Medea, insulta Jàson amb el mot "Crudel!" ("Cruel!"): després del primer "Crudel!" Callas va parar de cantar, es va girar vers el públic i li va dirigir el seu segon "Crudel!"; després d'una pausa, va reprendre el text amb les paraules: "Ho dato tutto a te!" ("T'ho he donat tot!") alhora que alçava el puny de cara a la galeria. L'audiència va parar de xiular i Callas va rebre un fort aplaudiment al final de l'espectacle.
El maig de 1965 la veu de la Callas tornà a ser objecte de disputes. Estava representant Norma a l'Òpera de París amb Fiorenza Cossotto com a Adalgisa. Cossotto va saber que Maria estava extenuada i que la seva veu era feble, cosa que tenia interès a posar en evidència. La nit del final de Norma, el 29 de maig, Maria estava més feble encara. Per empitjorar les coses, Cossotto va fer del gran duet un duel i al final de l'especacle, quan el teló va caure, Maria es va desmaiar i va ser portada, inconscient, al seu camerino.
El 1965 va realitzar la seva darrera representació d'òpera amb Tosca al Royal Opera House Covent Garden londinenc. Tenia 41 anys. El 1966 Callas renuncia a la ciutadania americana i pren la nacionalitat grega. D'aquesta manera, tècnicament anul·la el seu matrimoni amb Meneghini. Espera que Onassis es casi amb ella, però ell no ho fa. El 20 d'octubre de 1968 Onassis abandonà Callas per casar-se amb Jacqueline Kennedy, la vídua del president nord-americà John Fitzerald Kennedy, assassinat a Dallas. Algú ha dit que aquest fet va despitar Maria Callas fins a la seva mort.
El juny de 1969, Maria va començar a treballar en la pel·lícula Medea (no l'òpera de Cherubini, ni la tragèdia d'Eurípides, però sobre el mite de Medea) amb Pier Paolo Pasolini. A penes cantava, però encara va treballar durament: tan fort, que un dia es va desmaiar després de córrer sobre la mare seca d'un riu al sol per a una escena. Malauradament, el film no va tenir èxit.
Cap a 1970 la carrera de Maria com a cantant va tenir una aturada sobtada. El 25 de maig va haver d'anar a correcuita a l'hospital i es va anunciar que havia volgut suïcidar-se amb una sobredosi de barbitúrics. Per aquest temps prenia més somnífers per dormir, i més barbitúrics per trobar la pau.
El 1973 va tornar als escenaris amb Giuseppe di Stefano. Per primer cop en vuit anys Maria Callas tornava a cantar en públic. Va quedar clar des del primer concert a Hamburg, el 25 d'octubre, que la gira seria, des del punt de vista artístic, un desastre. Callas i di Steffano tenien un acompanyant: Ivor Newton, que duia bastant bé la vuitantena. Newton començà a tenir moments vertiginosos en el carrer, i a fer quimeres sobre la seva mort. Una vegada va dir a Robert Sutherland, que girava les pàgines a Newton, "si tinc un atac de cor mentre Maria està cantant una nota alta, m'has de dar una empenta fora de la meva banqueta i continuar tu com si res no hagués passat". Maria va rebutjar discutir amb Newton, pensant que el podia matar. Sutherland a vegades els acompanyà quan la gira viatjà als Estats Units. El concert final va tenir lloc l'onze de novembre de 1974 a Sapporo. Era el darrer lloc de la terra on se sentiria cantar a Maria Callas.
En els últims anys de la vida, Maria Callas va impartir algunes classes a la Juilliard School de Nova York, i s'instal·là definitivament a París en la més completa solitud fins a la seva mort, als 53 anys.
El 16 de setembre de 1977 es va despertar a casa seva a París. Va desdejunar al llit, va eixir i va anar cap a la sala de bany. Tenia un dolor punxant al costat esquerre i es va desmaiar. Va ser posada una altra vegada al llit i va beure un cafè fort. Quan no varen poder aconseguir ajuda mèdica, van reclamar la presència del metge del majordom, que va sortir immediatament cap a la residència de Maria. Va morir abans que hi arribés. El seu funeral va tenir lloc el 20 de setembre. El seu cos fou incinerat al cementiri parisenc del Père-Lachaise, i les seves cendres llençades al mar Egeu a la costa grega, la primavera del 1979.